# Жерминье (Верхняя Сона)
Жерминье́ (фр. Germigney) — коммуна во Франции, находится в регионе Франш-Конте. Департамент — Верхняя Сона. Входит в состав кантона Гре. Округ коммуны — Везуль.
Код INSEE коммуны — 70265.

## География
Коммуна расположена приблизительно в 290 км к юго-востоку от Парижа, в 39 км северо-западнее Безансона, в 55 км к юго-западу от Везуля.
Вдоль западной границы коммуны протекает река Сона.

## Население
Население коммуны на 2010 год составляло 178 человек.
| 1962 | 1968 | 1975 | 1982 | 1990 | 1999 | 2010 |
| ---- | ---- | ---- | ---- | ---- | ---- | ---- |
| 200  | 193  | 161  | 170  | 152  | 170  | 178  |

## Администрация
| Период | Период | Фамилия      | Партия | Примечания |
| ------ | ------ | ------------ | ------ | ---------- |
| 2001   | 2008   | Жан Шампьон  |        |            |
| 2008   | 2014   | Паскаль Паро |        |            |

## Экономика

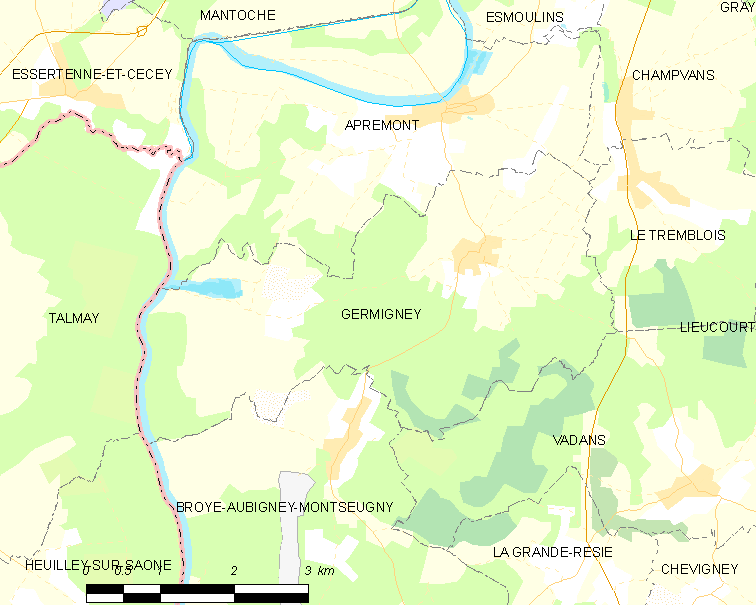
Карта коммуны

В 2010 году среди 104 человек трудоспособного возраста (15—64 лет) 74 были экономически активными, 30 — неактивными (показатель активности — 71,2 %, в 1999 году было 68,0 %). Из 74 активных жителей работали 63 человека (35 мужчин и 28 женщин), безработных было 11 (3 мужчин и 8 женщин). Среди 30 неактивных 8 человек были учениками или студентами, 12 — пенсионерами, 10 были неактивными по другим причинам.